# Inteligencja roślin

Reakcja Mimosa pudica na dotyk jest szczególną formą ruchu roślin ze względu na jego gwałtowność

Inteligencja roślin – złożone zachowania adaptacyjne występujące u roślin. Zachowania te umożliwiają organizmom roślinnym dostosowanie się do warunków środowiska. Mechanizmy adaptacyjne, będące plastyczną reakcją fenotypową w odpowiedzi na sygnały ze środowiska powstały w wyniku ewolucji i obejmują zachowania takie jak reakcja na stres lub obrona przed patogenem. Właściwe reagowanie na zmieniające się warunki wymaga istnienia pamięci, uczenia się i inteligencji. Reakcje roślin mogą mieć charakter morfologiczny lub fizjologiczny. Koncepcja inteligentnych zachowań u roślin została zapoczątkowana przez Karola Darwina.

## Historia
Możliwość istnienia życia wewnętrznego u roślin rozważał Arystoteles. Linneusz postulował istnienie wzrostu u kamieni, wzrostu i życia u roślin oraz życia i czucia u zwierząt. Istnienie centrum inteligencji u roślin odpowiadającego mózgowi zwierząt zostało zaproponowane przez Darwina. Centrum takie miało być zlokalizowane w wierzchołku korzenia i odpowiadać za przetwarzanie sygnałów odbieranych przez komórki czuciowe. Zdolność do odbierania sygnałów przez organizm roślinny została następnie opisana w podręczniku Rabera „Principles of Plant Physiology“ w roku 1933. W drugiej połowie XX wieku znane już były reakcje roślin na chemiczne i fizyczne sygnały ze środowiska i zaobserwowano także powstawanie potencjałów czynnościowych u łubinu. Przenoszenie informacji w postaci zmian potencjału umożliwiają wiązki przewodzące. Sygnały elektryczne indukowane są w wyniku zranienia oraz w warunkach gwałtownego stresu. Doświadczenia potwierdziły wpływ sygnałów elektrycznych na intensywność fotosyntezy. Znanych jest szereg endogennych substancji chemicznych pełniących rolę regulatorową. Część z nich to fitohormony, których rola w regulacji reakcji morfologicznych i fizjologicznych jest stosunkowo dobrze znana. W roślinach wykryto także wiele substancji, które u zwierząt pełnią funkcję neurotransmiterów. Funkcja tych związków w komórkach roślinnych jest słabo poznana. Związkiem zaangażowanym w wiele reakcji organizmów roślinnych jest tlenek azotu (NO) uczestniczący w regulacji wzrostu korzeni bocznych, geotropizmie, przerywaniu spoczynku nasion, kiełkowaniu, produkcji fitoaleksyn, hamowaniu starzenia i wielu innych.

## Przejawy inteligencji roślin
Tradycyjne rozumienie inteligencji związane jest z obserwowaniem ruchu, jednak każde zachowanie o charakterze adaptacji może być traktowane jako przejaw inteligencji Główną różnicą w badaniach nad reakcjami zwierząt i roślin jest skala czasowa, która u roślin obejmuje tygodnie lub miesiące.
Podstawowym zachowaniem inteligentnym jest uczenie się. Wymaga ono osiągania celu przy jednoczesnej korekcji błędów. Rośliny muszą wykazywać właściwą rekcję na siłę grawitacji, natężenie światła, stężenie soli mineralnych i zawartość wody w środowisku. W przypadku grawitropizmu obserwowano odchylenie rosnących organów, które początkowo przekraczało potrzebę. Kolejne oscylacyjne ruchy wzrostowe umożliwiały dopasowanie reakcji do potrzeb. Zachodziła korekcja błędów w stosunku do celu.
Przejawy uczenia się były obserwowane także w ruchach aparatów szparkowych, które muszą zapewnić dostosowanie do ilości wody dostarczanej przez korzenie.

## Mechanizmy inteligentnych reakcji na bodźce
Uczenie się wymaga istnienia systemu odbioru i przekazywania sygnałów. Badania koncentrują się na poszukiwaniu receptorów i cząstek sygnałowych. Na podstawie analizy genomu Arabidopsis oszacowano, że w roślinie istnieje prawie tysiąc kinaz białkowych. Potwierdzono także występowanie w komórkach roślinnych szeregu cząstek uczestniczących w transdukcji sygnału.